# Microdesmis afrodecandra
Microdesmis afrodecandra är en tvåhjärtbladig växtart som beskrevs av Floret, A.M.Louis och J.M.Reitsma. Microdesmis afrodecandra ingår i släktet Microdesmis och familjen Pandaceae.
Artens utbredningsområde är Gabon. Inga underarter finns listade i Catalogue of Life.